# Campeonato NORCECA de Voleibol Masculino Sub-19 de 2024
O Campeonato NORCECA de Voleibol Masculino Sub-19 de 2024 foi a 12.ª edição deste torneio bienal organizado pela Confederação da América do Norte, Central e Caribe de Voleibol (NORCECA). O torneio ocorreu de 14 a 19 de maio de 2024, em Ponce, em Porto Rico, e contou com a participação de oito seleções.
A seleção dos Estados Unidos chegou ao seu terceiro título ao derrotar na final a seleção de Cuba por 3 sets a 2. O ponteiro norte-americano Aleksey Mikhailenko foi eleito o melhor jogador da competição.

## Equipes participantes
O torneio contou com a participação de 8 equipes.
| Grupo          | Equipe               | Última participação |
| A              |                      |                     |
| -------------- | -------------------- | ------------------- |
| A              | Costa Rica           | 2018                |
| A              | Guatemala            | 2018                |
| A              | Porto Rico           | 2018                |
| A              | República Dominicana | 2016                |
| B              |                      |                     |
| Canadá         | 2010                 |                     |
| Cuba           | 2018                 |                     |
| Estados Unidos | 2018                 |                     |
| Suriname       | Estreante            |                     |

## Formato da disputa
O torneio foi dividido em duas fases: fase classificatória e fase final.
Na fase preliminar, as oito equipes participantes foram distribuídas em dois grupos, disputada em turno único, com todas as equipes se enfrentando dentro de seu grupo. Ao término desta fase, as melhores equipes de cada grupo avançaram para as semifinais, as segundas e terceiras colocadas disputaram as quartas de final, enquanto as demais disputaram as partidas de composição de tabela.

### Critérios de desempate
1. Maior número de partidas ganhas.
2. Maior número de pontos obtidos, que são concedidos da seguinte forma:
  - Partida com resultado final 3–0: 5 pontos para o vencedor e 0 pontos para o perdedor.
  - Partida com resultado final 3–1: 4 pontos para o vencedor e 1 pontos para o perdedor.
  - Partida com resultado final 3–2: 3 pontos para o vencedor e 2 pontos para o perdedor.
3. Proporção entre pontos ganhos e pontos perdidos (razão de pontos).
4. Proporção entre os sets ganhos e os sets perdidos (razão de sets).
5. Se o empate persistir entre duas equipes, a prioridade é dada à equipe que venceu a última partida entre as equipes envolvidas.
6. Se o empate persistir entre três equipes ou mais, uma nova classificação será feita levando-se em conta apenas as partidas entre as equipes envolvidas.[7]

## Local das partidas
| Ponce, Porto Rico          |
| El Coliseo Salvador Dijols |
| -------------------------- |
| Capacidade: 2 000          |

## Fase classificatória
- Todas as partidas seguem o horário local.

|  | Classificado para as semifinais       |
|  | Classificado para as quartas de final |
|  | Disputa do 5º ao 8º lugar             |

### Grupo A
|     |                |     | Jogos | Jogos | Jogos | Resultados | Resultados | Resultados | Resultados | Resultados | Resultados | Sets | Sets | Sets  | Pontos | Pontos | Pontos |
| Pos | Equipe         | Pts | T     | V     | D     | 3–0        | 3–1        | 3–2        | 2–3        | 1–3        | 0–3        | V    | P    | R     | V      | P      | R      |
| --- | -------------- | --- | ----- | ----- | ----- | ---------- | ---------- | ---------- | ---------- | ---------- | ---------- | ---- | ---- | ----- | ------ | ------ | ------ |
| 1   | Estados Unidos | 15  | 3     | 3     | 0     | 3          | 0          | 0          | 0          | 0          | 0          | 9    | 0    | MAX   | 225    | 158    | 1.424  |
| 2   | Cuba           | 8   | 3     | 2     | 1     | 1          | 0          | 1          | 0          | 0          | 1          | 6    | 5    | 1.200 | 243    | 240    | 1.013  |
| 3   | Canadá         | 6   | 3     | 1     | 2     | 0          | 1          | 0          | 1          | 0          | 1          | 5    | 7    | 0.714 | 268    | 253    | 1.059  |
| 4   | Suriname       | 1   | 3     | 0     | 3     | 0          | 0          | 0          | 0          | 1          | 2          | 1    | 9    | 0.111 | 169    | 254    | 0.665  |

| Data   | Hora  |                | Placar |                | Set 1 | Set 2 | Set 3 | Set 4 | Set 5 | Total   | Relatório |
| ------ | ----- | -------------- | ------ | -------------- | ----- | ----- | ----- | ----- | ----- | ------- | --------- |
| 14 mai | 14:00 | Cuba           | 3–0    | Suriname       | 25–12 | 25–19 | 29–27 |       |       | 79–58   | P2 P3     |
| 14 mai | 16:00 | Estados Unidos | 3–0    | Canadá         | 25–23 | 25–15 | 25–23 |       |       | 75–61   | P2 P3     |
| 15 mai | 14:00 | Suriname       | 0–3    | Estados Unidos | 13–25 | 11–25 | 16–25 |       |       | 40–75   | P2 P3     |
| 15 mai | 16:00 | Canadá         | 2–3    | Cuba           | 25–19 | 25–23 | 21–25 | 23–25 | 13–15 | 107–107 | P2 P3     |
| 16 mai | 14:00 | Canadá         | 3–1    | Suriname       | 25–13 | 22–25 | 25–7  | 28–26 |       | 100–71  | P2 P3     |
| 16 mai | 16:00 | Estados Unidos | 3–0    | Cuba           | 25–22 | 25–17 | 25–18 |       |       | 75–57   | P2 P3     |

### Grupo B
|     |                      |     | Jogos | Jogos | Jogos | Resultados | Resultados | Resultados | Resultados | Resultados | Resultados | Sets | Sets | Sets  | Pontos | Pontos | Pontos |
| Pos | Equipe               | Pts | T     | V     | D     | 3–0        | 3–1        | 3–2        | 2–3        | 1–3        | 0–3        | V    | P    | R     | V      | P      | R      |
| --- | -------------------- | --- | ----- | ----- | ----- | ---------- | ---------- | ---------- | ---------- | ---------- | ---------- | ---- | ---- | ----- | ------ | ------ | ------ |
| 1   | Porto Rico           | 12  | 3     | 3     | 0     | 1          | 1          | 1          | 0          | 0          | 0          | 9    | 3    | 3.000 | 281    | 234    | 1.201  |
| 2   | Costa Rica           | 10  | 3     | 2     | 1     | 0          | 2          | 0          | 1          | 0          | 0          | 8    | 5    | 1.600 | 299    | 274    | 1.091  |
| 3   | República Dominicana | 5   | 3     | 1     | 2     | 0          | 1          | 0          | 0          | 1          | 1          | 4    | 7    | 0.571 | 240    | 258    | 0.930  |
| 4   | Guatemala            | 3   | 3     | 0     | 3     | 0          | 0          | 0          | 0          | 3          | 0          | 3    | 9    | 0.333 | 243    | 297    | 0.818  |

| Data   | Hora  |                      | Placar |                      | Set 1 | Set 2 | Set 3 | Set 4 | Set 5 | Total   | Relatório |
| ------ | ----- | -------------------- | ------ | -------------------- | ----- | ----- | ----- | ----- | ----- | ------- | --------- |
| 14 mai | 18:00 | Guatemala            | 1–3    | República Dominicana | 26–24 | 24–26 | 13–25 | 19–25 |       | 82–100  | P2 P3     |
| 14 mai | 20:00 | Costa Rica           | 2–3    | Porto Rico           | 22–25 | 22–25 | 25–23 | 25–18 | 7–15  | 101–106 | P2 P3     |
| 15 mai | 18:00 | República Dominicana | 1–3    | Costa Rica           | 20–25 | 27–29 | 25–22 | 19–25 |       | 91–101  | P2 P3     |
| 15 mai | 20:00 | Porto Rico           | 3–1    | Guatemala            | 25–13 | 26–24 | 24–26 | 25–21 |       | 100–84  | P2 P3     |
| 16 mai | 18:00 | Guatemala            | 1–3    | Costa Rica           | 19–25 | 14–25 | 25–22 | 19–25 |       | 77–97   | P2 P3     |
| 16 mai | 20:00 | República Dominicana | 0–3    | Porto Rico           | 23–25 | 13–25 | 13–25 |       |       | 49–75   | P2 P3     |

## Fase final

### Chaveamento final
|  | Quartas de final     | Quartas de final |                |   | Semifinais | Semifinais     |                |  | Final | Final |
|  |                      |                  |                |   |            |                |                |  |       |       |
|  | 17 de maio           |                  |                |   |            |                |                |  |       |       |
|  |                      |                  |                |   |            |                |                |  |       |       |
|  | Costa Rica           | 2                |                |   |            |                |                |  |       |       |
|  | Costa Rica           | 2                | 18 de maio     |   |            |                |                |  |       |       |
|  | Canadá               | 3                |                |   |            |                |                |  |       |       |
|  | Canadá               | 3                | Estados Unidos | 3 |            |                |                |  |       |       |
|  |                      |                  | Estados Unidos | 3 |            |                |                |  |       |       |
|  |                      |                  | Canadá         | 0 |            |                |                |  |       |       |
|  |                      |                  | Canadá         | 0 |            |                |                |  |       |       |
|  |                      |                  | 19 de maio     |   |            |                |                |  |       |       |
|  |                      |                  |                |   |            |                |                |  |       |       |
|  | Estados Unidos       | 3                |                |   |            |                |                |  |       |       |
|  | Estados Unidos       | 3                | 17 de maio     |   |            |                |                |  |       |       |
|  |                      | Cuba             | 1              |   |            |                |                |  |       |       |
|  | Cuba                 | Cuba             | 1              | 3 |            |                |                |  |       |       |
|  | Cuba                 | 18 de maio       |                | 3 |            |                |                |  |       |       |
|  | República Dominicana | 1                |                |   |            |                |                |  |       |       |
|  | República Dominicana | 1                | Porto Rico     | 2 |            |                |                |  |       |       |
|  |                      |                  | Porto Rico     | 2 |            |                |                |  |       |       |
|  |                      |                  | Cuba           | 3 |            | Terceiro lugar | Terceiro lugar |  |       |       |
|  |                      |                  | Cuba           | 3 |            | Terceiro lugar | Terceiro lugar |  |       |       |
|  |                      |                  | 19 de maio     |   |            |                |                |  |       |       |
|  |                      |                  |                |   |            |                |                |  |       |       |
|  | Porto Rico           | 3                |                |   |            |                |                |  |       |       |
|  | Porto Rico           | 3                |                |   |            |                |                |  |       |       |
|  | Canadá               | 2                |                |   |            |                |                |  |       |       |
|  | Canadá               | 2                |                |   |            |                |                |  |       |       |

### 5º ao 8º lugar
|  | 5º – 8º lugar        | 5º – 8º lugar        |              |   | Quinto lugar | Quinto lugar |
|  |                      |                      |              |   |              |              |
|  |                      |                      |              |   |              |              |
|  |                      |                      |              |   |              |              |
|  | Guatemala            | 0                    |              |   |              |              |
|  | Guatemala            | 0                    |              |   |              |              |
|  | Costa Rica           | 3                    |              |   |              |              |
|  | Costa Rica           | 3                    | Costa Rica   | 2 |              |              |
|  |                      |                      | Costa Rica   | 2 |              |              |
|  |                      | República Dominicana | 3            |   |              |              |
|  | Suriname             | República Dominicana | 3            | 0 |              |              |
|  | Suriname             |                      |              | 0 |              |              |
|  | República Dominicana | 3                    |              |   |              |              |
|  | República Dominicana | 3                    | Sétimo lugar |   |              |              |
|  |                      |                      |              |   |              |              |
|  |                      |                      |              |   |              |              |
|  |                      |                      |              |   |              |              |
|  | Guatemala            | 3                    |              |   |              |              |
|  | Guatemala            | 3                    |              |   |              |              |
|  | Suriname             | 0                    |              |   |              |              |

### Quartas de final
| Data   | Hora  |            | Placar |                      | Set 1 | Set 2 | Set 3 | Set 4 | Set 5 | Total   | Relatório |
| ------ | ----- | ---------- | ------ | -------------------- | ----- | ----- | ----- | ----- | ----- | ------- | --------- |
| 17 mai | 18:00 | Costa Rica | 2–3    | Canadá               | 21–25 | 25–19 | 22–25 | 25–23 | 13–15 | 106–107 | P2 P3     |
| 17 mai | 20:00 | Cuba       | 3–1    | República Dominicana | 25–15 | 20–25 | 28–26 | 25–14 |       | 98–80   | P2 P3     |

### 5º – 8º lugar
| Data   | Hora  |           | Placar |                      | Set 1 | Set 2 | Set 3 | Set 4 | Set 5 | Total | Relatório |
| ------ | ----- | --------- | ------ | -------------------- | ----- | ----- | ----- | ----- | ----- | ----- | --------- |
| 18 mai | 14:00 | Guatemala | 0–3    | Costa Rica           | 15–25 | 15–25 | 5–25  |       |       | 35–75 | P2 P3     |
| 18 mai | 16:00 | Suriname  | 0–3    | República Dominicana | 24–25 | 19–25 | 18–25 |       |       | 61–75 | P2 P3     |

### Semifinais
| Data   | Hora  |                | Placar |        | Set 1 | Set 2 | Set 3 | Set 4 | Set 5 | Total  | Relatório |
| ------ | ----- | -------------- | ------ | ------ | ----- | ----- | ----- | ----- | ----- | ------ | --------- |
| 18 mai | 18:00 | Estados Unidos | 3–0    | Canadá | 25–23 | 26–24 | 29–27 |       |       | 80–74  | P2 P3     |
| 18 mai | 20:00 | Porto Rico     | 2–3    | Cuba   | 14–25 | 25–22 | 16–25 | 25–23 | 8–15  | 88–110 | P2 P3     |

### Sétimo lugar
| Data   | Hora  |           | Placar |          | Set 1 | Set 2 | Set 3 | Set 4 | Set 5 | Total | Relatório |
| ------ | ----- | --------- | ------ | -------- | ----- | ----- | ----- | ----- | ----- | ----- | --------- |
| 19 mai | 12:00 | Guatemala | 3–0    | Suriname | 25–22 | 25–17 | 25–14 |       |       | 75–53 | P2 P3     |

### Quinto lugar
| Data   | Hora  |            | Placar |                      | Set 1 | Set 2 | Set 3 | Set 4 | Set 5 | Total  | Relatório |
| ------ | ----- | ---------- | ------ | -------------------- | ----- | ----- | ----- | ----- | ----- | ------ | --------- |
| 19 mai | 14:00 | Costa Rica | 2–3    | República Dominicana | 25–23 | 14–25 | 25–27 | 25–21 | 8–15  | 97–111 | P2 P3     |

### Terceiro lugar
| Data   | Hora  |            | Placar |        | Set 1 | Set 2 | Set 3 | Set 4 | Set 5 | Total  | Relatório |
| ------ | ----- | ---------- | ------ | ------ | ----- | ----- | ----- | ----- | ----- | ------ | --------- |
| 19 mai | 16:00 | Porto Rico | 3–2    | Canadá | 23–25 | 25–20 | 25–20 | 20–25 | 15–9  | 108–99 | P2 P3     |

### Final
| Data   | Hora  |      | Placar |                | Set 1 | Set 2 | Set 3 | Set 4 | Set 5 | Total | Relatório |
| ------ | ----- | ---- | ------ | -------------- | ----- | ----- | ----- | ----- | ----- | ----- | --------- |
| 19 mai | 18:00 | Cuba | 1–3    | Estados Unidos | 19–25 | 19–25 | 25–20 | 18–25 |       | 81–95 | P2 P3     |

## Classificação final
| Posição | Equipe               |
| ------- | -------------------- |
|         | Estados Unidos       |
|         | Cuba                 |
|         | Porto Rico           |
| 4       | Canadá               |
| 5       | República Dominicana |
| 6       | Costa Rica           |
| 7       | Guatemala            |
| 8       | Suriname             |

|  | Classificado para o Campeonato Mundial Sub-19 de 2025 |

| Campeonato NORCECA Sub-19 de 2024   |
| ----------------------------------- |
| Estados Unidos Campeão (3.º título) |

| Elenco |
| --- |
| Layton Bluth, Malakai Tuakoi, Thomas Demps, Noah Meabon, Myles Jordan, Dante Cayaban, Cooper Keane, Rafael Urbina, Aleksey Mikhailenko, Luc Soerensen, Roman Payne, Grant Lamoureux |
| Técnico |
| Charles Sullivan |

## Premiações individuais
Os atletas que se destacaram individualmente foramː

### Por posição
| - Most Valuable Player (MVP) Aleksey Mikhailenko - Melhor oposto Malik Britton - Melhores ponteiros Aleksey Mikhailenko Grant Lamoureux | - Melhor levantador Rafael Urbina - Melhores centrais Roman Payne Luc Soerensen - Melhor líbero Yendry Rodríguez |

### Por fundamento
| - Melhor receptor Layton Bluth - Melhor defensor Yendry Rodríguez | - Maior pontuador Stanley Grant - Melhor sacador Thomas Demps |